# Škedenj, Trst
Škedenj (italijansko Servola, Ščedna ali Ščiédna v lokalnem slovenskem narečju) je tržaška zgodovinska mestna četrt.

## Geografija
Škedenj se razteza po flišnem griču Farjétovec, od morja pri rtu Krknél (Gardína) do njegove najvišje točke (72 m.n.m.).
Na severu ga omejuje ulica Baiamonti, na jugu ulica Valmaura, na vzhodu ulica dell'Istria in na zahodu obala Tržaškega zaliva. Meri približno 1,5 km2 in je od središča Trsta oddaljen približno 3 kilometre.

## Etimologija
Slovensko ljudsko ime izhaja iz apelativa Ščedína, kar daje misliti, da so prvotni slovenski prebivalci pred naselitvijo tu iztrebili gozd, po katerem je kraj v latinščini dobil ime Sílvula.
Med obdobjem fašizma je četrt dobila novo ime Villaggio Ilvania (iz ILVA, kot je četrt poimenoval Benito Mussolini na svojem obisku v Trstu), vendar je med prebivalci v rabi vseskozi ostalo sedanje ime Škedenj oz. Servola.

## Zgodovina
Če izvzamemo ostanke rimske poselitve (ob morju obrat za pranje in čiščenje oblačil, manjši pristan s tremi pomoli) je Škedenj nastal v srednjem veku (prvič se ga v zgodovinskih virih omenja leta 1256), na južni, prisojni strani griča pod cerkvijo. Tu je bilo staro pokopališče in škofijska pristava, imenovana kar Škofija. Tik pod njima je nastala skupina hiš, kjer je prevladoval priimek Sancin, preko ceste so se naselili Flegi in Šumani. Leta 1271 je bila prvič omenjena cerkvica pri Sveti Soboti, ki naj bi bila porušena leta 1784. Vsaj od 16. stoletja je Škedenj še imel soline, ki so bile odstranjene leta 1830, do leta 1850 sta ob njih delovala dva manjša škvera.

## Gospodarstvo
Škedenjci so se ob kmetijstvu in vinogradništvu nekoč ukvarjali tudi z ribištvom, ter so imeli svoje čupe - deblake, s katerim so občasno prihajali v konflikt z ribiči na beneškem ozemlju, onkraj Glinščice. Nekateri so se preživljali tudi kot obrtniki, s solinarstvom pa so se ukvarjali skoraj izključno Italijani. 
Leta 1895 je bil zgrajen prvi del današnje škedenjske železarne v lasti Kranjske industrijske družbe (Krainische Industrie Gesellschaft). Od leta 1906 do leta 1908 je v Škednju delovala avtomobilska tovarna Alba Automobilwerke Aktiengesellschaft, rafinerija pri sv. Soboti pa od 1891. Tem obratom sta se priključila še rižarna (1913) in lesno skladišče razširjenega tržaškega pristanišča. Z novimi delovnimi možnostmi se je gospodarski položaj Škedenjcev znatno izboljšal, zato so ti pričeli opuščati kmetijstvo in se zaposlovati v industriji.
Škedenj je bil poznan tudi po značilnem kruhu t.i. »bigah« (bighe), ki so si ga izmislile škedenjske krušarce. Škedenj je namreč imel krušno tradicijo, priznano tudi izven Trsta. Leta 1756 je Škedenj osvojil tudi prvo nagrado avstrijske krone za najboljši kruh v celem cesarstvu in tedaj so škedenjske krušarce obiskale Dunaj in na dvoru predstavile kruh. Pravijo, da je med drugo svetovno vojno škedenjski kruh dosegal tudi ranjence v partizanski bolnišnici Franja. Krušarce so s pekarsko dejavnostjo nadaljevale tudi po vojni, dokler niso novi higienski predpisi prepovedali domačo krušno peko.

## Promet
Mejna Istrska ulica je bila že v rimskih časih pomembna prometna žila, ki je povezovala Trst z Miljami in Koprom in se nadaljevala v Istro. V obdobju 1902-35 je južno od Škednja potekala ozkotirna železniška proga Trst - Buje, ki je imela tu postajo, pozneje je bila podaljšana do Poreča. Do sv. Sobote so industrijski tir speljali leta 1889, podaljšali do Žavelj pa so ga leta 1952 in 1954. Od leta 1898 in še po drugi svetovni vojni je bil Škedenj s parnikom povezan s centrom Trsta ter z Miljami.

### Spominska obeležja
Bombardiranje v prvi svetovni vojni je v Škednju zahtevalo devet življenj. 10. junija 1944 je med bombardiranjem umrlo 36 ljudi. Leta 1946 sta dve osebi umrli v manifestaciji. Padlim v odporniškem gibanju iz Škednja, Svete Ane in Kolonkovca je posvečen spomenik v ulici dell'Istria, ki je bil dokončan leta 2001.

## Prebivalstvo
Leta 1776 je naselje štelo 350 prebivalcev in 107 hiš, leta 1804 480 prebivalcev in 135 hiš, leta 1825 700 prebivalcev in 118 hiš, leta 1834 909 prebivalcev. Demografska rast je predvsem posledica priseljencev s Krasa, iz Istre, iz Brkinov ter Vipavske doline. Leta 1869 je naselje štelo že 1.883 prebivalcev in 229 hiš in je postalo največje tržaško predmestje. Leta 1910 je bilo 5.372 prebivalcev, leta 1931 6.828 prebivalcev, leta 1951 9.611 prebivalcev, leta 1971 13.537 prebivalcev in leta 1986 15.947 prebivalcev. S rastjo števila prebivalcev se je zmanjšalo število Slovencev: leta 1910 je bilo Slovencev približno 60%, leta 1945 43% (3.222), leta 1971 pa samo še 6% (833).
Najstarejši škedenjski priimki so Godina, Flego, Merlak, Suman in Sancin (ali Sanzin). Priimek Sancin je tudi najbolj številen, na začetku 20. stoletja je bilo 158 družin s tem priimkom.

## Šolstvo
V Škednju so odprli prvo šolo v Trstu, saj je bil največja in najbolj delavska četrt. Prvi učitelj je bil zaposlen leta 1780, pouk se je pričel naslednje leto. Leta 1879 so odprli osnovno šolo z italijanskim učnim jezikom, leta 1898 slovenski otroški vrtec, ki ga je ustanovila Draga Gregorič Rosenberg, leta 1901 italijanski otroški vrtec. Leta 1907 so odprli nemško šolo, leta 1909 pa nemški vrtec.

## Kultura
Tudi kulturne dejavnosti so se pričele mnogo let nazaj: po zgledu Slovanske čitalnice v Trstu in Kmečkih čitalnic v Rojanu, Barkovljah, Sv. Ivanu, Opčinah in Rocolu, je bila tudi v Škednju odprta Kmečka čitalnica, ki pa je delovala le dve leti. Leta 1884 je bilo ustanovljeno zborovsko družbo Slovanska vila, ki se je razšlo leta 1886, leta 1889 pa je bil ustanovljen nov zbor, in sicer zbor Velesila.

## Župnija in župnijska cerkev
Sedanja župnijska cerkev sv. Lovrenca stoji na mestu nekdanje cerkve, omenjene prvič leta 1338, prenovljene leta 1631. 
Današnja cerkev je bila dograjena leta 1838 in po požaru obnovljena 1891. V od cerkve ločenem zvoniku iz leta 1801 je glavni zvon, ki je bil vlit v Ljubljani. Župnija je bila ustanovljena leta 1851, tudi danes tu obhajajo maše v slovenščini.

## Znane osebnosti
Iz Škednja prihaja več znanih oseb:
- Mariano Cerne (kipar in slikar)
- Silvester Godina (slikar)
- Ivan Grbec (skladatelj in zborovodja)
- Marica Gregorič Stepančič (učiteljica, pisateljica in publicistka)
- Draga Gregorič Rosenberg (vzgojiteljica in ravnateljica vrtca)

- Danilo Merlak (operni pevec)
- Ondina Otta (operna pevka)
- Zora Perello (politična aktivistka)
- Modest Sancin (gledališki igralec)
- Xenia Vidali (operna pevka)
- Cesare Maldini (nogometaš)
- Pino Roveredo (pisatelj)
- Guglielmo Trevisan (nogometaš in trener)
- Ettore Trevisan (nogometaš in trener)
- Giorgio Ferrini (nogometaš)
- Pavel Fonda (psihiater)
- Ezio De Marchi (učitelj, padli vojak med prvo svetovno vojno)
- Ondina Peteani (partizanska kurirka in politična aktivistka)

V Škednju so delovali tudi:
- Ferdo Kleinmayr (pisatelj)
- Guido De Santi (kolesar)
- Jakob Ukmar (teolog, pisatelj)
- Giovanni Galeone (nogometaš in trener)